# Peter Bergen
Peter Bergen (Minneapolis, 12 dicembre 1962) è un giornalista e politologo statunitense-britannico.
Giornalista della stampa scritta e parlata, Peter Bergen è analista di studi strategici relativi alla sicurezza nazionale per la CNN.
Nel 1997, Bergen realizzò per la prima volta un'intervista televisiva con Osama bin Laden. Messa in onda dalla CNN, essa produsse grande interesse a livello internazionale perché per la prima volta Bin Laden pronunciò la sua dichiarazione di guerra agli Stati Uniti d'America davanti a un ampio pubblico occidentale.
Bergen ha scritto quattro libri: Holy War, Inc.: Inside the Secret World of Osama bin Laden (2001), The Osama bin Laden I Know (2006), The Longest War: The Enduring Conflict Between America and al-Qaeda (2011), e Manhunt: The Ten-Year Search for Bin Laden From 9/11 to Abbottabad (2012).

## Giovinezza
Peter Bergen è nato a Minneapolis il 12 dicembre 1962, ma è cresciuto a Londra. Ha studiato nell'Ampleforth College ad Ampleforth, nel North Yorkshire prima di conseguire un'Open Scholarship per il New College di Oxford nel 1981, dove ottenne un Master of Arts (postgraduate) in Storia Moderna.

## Carriera
Bergen dirige il National Security Studies Program nella New America Foundation, un think tank liberal a Washington, D.C. È anche un Assegnista di ricerca nel Center on Law and Security della New York University e un analista politico esperto di problemi della sicurezza per la CNN. Nel 2008 è stato adjunct (equivalente a Libero docente) nella Kennedy School of Government ad Harvard e professore aggregato presso la Paul H. Nitze School of Advanced International Studies della Johns Hopkins University (2003–07).
Bergen fa parte del Comitato editoriale di Studies in Conflict and Terrorism e ha svolto relazioni davanti a numerosi comitati del Congresso, inclusi la U.S. House of Representatives Homeland Security Committee e l'U.S. Senate Foreign Relations Committee. È membro del National Security Preparedness Group, che ha preso il posto della Commissione d'indagine sugli attentati dell'11 settembre 2001, ed è coeditore di AfPak Channel, un canale televisivo costituito dalla rivista Foreign Policy e della New America Foundation.
Nel 1994 ha ricevuto l'Edward Murrow Award) dall'Overseas Press Club. Nel 1997, Bergen realizzò per la prima volta un'intervista televisiva con Osama bin Laden, recandosi sulle montagne di Tora Bora in compagnia dell'anchorman Peter Arnett e del cameraman Peter Jouvenal. Messa in onda dalla CNN, essa produsse grande interesse a livello internazionale perché per la prima volta Bin Laden pronunciò la sua dichiarazione di guerra agli Stati Uniti d'America davanti a un ampio pubblico occidentale.

Holy War, Inc. (2001) e The Osama bin Laden I Know (2006) sono ricordati tra i migliori libri dell'anno, non di fantasia, dal The Washington Post. Documentari basati su entrambi i libri sono stati indicati per il Premio Emmy nel 2002 e nel 2007. Il suo terzo libro è The Longest War: The Enduring Conflict between America and Al-Qaeda (2011), uno sguardo approfondito sulla cosiddetta Guerra al terrorismo.
Bergen ha scritto su al-Qa'ida, l'Afghanistan, il Pakistan, l'Iraq, il controterrorismo e la sicurezza nazionale (homeland security) per un insieme ampio di giornali e riviste statunitensi, tra cui The New York Times, il Los Angeles Times, Foreign Affairs, The Washington Post, Wall Street Journal, The Atlantic Monthly, Rolling Stone, Time, The Nation, The National Interest, Mother Jones, Newsweek e Vanity Fair. Contribuisce inoltre con The New Republic. Il suo pezzo sulla extraordinary rendition per Mother Jones ha fatto parte di un gruppo di articoli nominati nel 2008 per un National Magazine Award. Ha anche scritto per quotidiani e riviste internazionali, come il The Guardian, The Times, The Daily Telegraph, International Herald Tribune, Prospect, El Mundo, la Repubblica, The National (Abu Dhabi) e Die Welt. Ha operato come corrispondente per National Geographic Channel, Discovery Channel e per la CNN. Il 2 maggio 2011, poco dopo che fu divulgata la notizia sulla morte di Osama bin Laden, Bergen dichiarò sulla CNN: "L'uccisione di Bin Laden costituisce la fine della guerra al terrorismo".

## Vita privata
Peter Bergen è sposato con una direttrice-produttrice di documentari, Tresha Mabile, da cui ha avuto un figlio, Pierre Timothy Bergen.

## Scritti scelti
- Bergen, Peter. Holy War, Inc., Free Press; 1st Touchstone Ed edition (May 28, 2002). ISBN 0-7432-3495-2
- Bergen, Peter. The Osama bin Laden I Know (an Oral History). Free Press (August 8, 2006). ISBN 978-0-7432-7892-8
- Bergen, Peter. The Longest War: The Enduring Conflict Between America and al-Qaeda. Free Press (January 1, 2011). ISBN 978-0-7432-7893-5
- Bergen, Peter. Manhunt: The Ten-Year Search for Bin Laden from 9/11 to Abbottabad. Crown (May 1, 2012). ISBN 978-0-307-95557-9